# Aula
Aula – pojęcie o kilku znaczeniach:
- w starożytnym domu greckim – wewnętrzny dziedziniec, rodzaj atrium
- w starożytnym Rzymie – budynek przeznaczony na przyjęcia dworskie
- w chrześcijaństwie – sala lub kościół przeznaczony na dyskusje religijne
- w średniowieczu – reprezentacyjny budynek, komnata królewska
- od czasu baroku – duża, reprezentacyjna sala przeznaczona na uroczystości, spotkania, konferencje, wykłady.